# Костолац
Костолац (серб. Костолац, Kostolac, рум. Caştelu) — невелике містечко в Сербії на річці Дунай в окрузі Бранічево, колишнє давньоримське місто Вімінаціум.

## Муніципалітет
Муніципалітет Костолац включає власне місто Костолац і такі села:
- Кленовнік
- Острово
- Петка
- село Костолац

## Населення
Етнічні групи в місті (2002):
- серби — 6 913
- цигани — 1 756
- інші